# HD205178
HD205178 — хімічно пекулярна зоря спектрального класу A1, що має видиму зоряну величину в смузі V приблизно  7,8.
Вона  розташована на відстані близько 360,4 світлових років від Сонця.